# Gainas
Gainas (? - 400.) je bio gotski vojskovođa u rimskoj službi koji je kao Magister militum služio careve Teodozija I. i Arkadija.
Opisuje se kao osobu skromnog podrijetla, a karijeru u rimskoj vojsci je počeo kao obični vojnik. Godine 394. je napredovao dovoljno da postane zapovjednik gotskog kontingenta u Teodozijevoj vojsci koja se borila protiv uzurpatora Eugenija. Sljedeće godine, nakon Teodozijeve smrti, sklopio je savez sa zapadnorimskim generalom Stilihonom i carskim komornikom Eutropijem, te je nakon toga likvidiran dotle svemoćni ministar Rufin.
Godine 399. se okrenuo protiv Rufina, a u čemu mu je kao dobra prilika došao ustanak ostrogotskih najamnika pod Tribigildom u Frigiji. Rufin je njegovu vojsku poslao protiv ustanika, ali je Gainas, za koji dio povjesničara vjeruju da je bio u rodu, a možda čak i dosluhu, s Tribigildom, pokazao nesklonost da se protiv njega borbeno angažira i umjesto toga od cara zatražio početak pregovora s ustanicima. Kada se činilo da ništa ne može zaustaviti ustanike, Arkadije je pristao, a kao žrtva je pao Eutropije, koji je uhićen, a potom pogubljen.
Gainas je tako nakratko postao najmoćniji čovjek Carstva, ali se pokazalo da kao barbar, i još k tome, arijanac teško može očekivati naklonost tamošnjeg stanovništva. Po povratku u grad su su izbili nemiri, a potom i opću pobunu koga je pokrenula carica Elija Eudoksija. Najveći dio Gainasove gotske vojske od 7000 ljudi je pogubljen. Dio koji je uspio pobjeći preko Bospora je dokrajčila bizantska mornarica pod Fravitom. Gainas je s posljednjim ostacima pokušao pronaći utočište preko Dunava kod Huna. Međutim, hunski poglavica Uldin ga je dao ubiti i Gainasovu glavu poslao kao poklon u Konstantinopol.